# Flize (Flize)
Flize ist eine Ortschaft und eine ehemalige französische Gemeinde mit 1.120 (Stand: 1. Januar 2022) im Département Ardennes in der Region Grand Est. Sie gehörte zum Arrondissement Charleville-Mézières und zum Kanton Nouvion-sur-Meuse. Die Bewohner nennen sich die Fliziens oder Fliziennes.
Mit Wirkung vom 1. Januar 2019 wurden die ehemaligen Gemeinden Flize, Balaives-et-Butz, Boutancourt und Élan zur namensgleichen Commune nouvelle Flize zusammengeschlossen und haben in der neuen Gemeinde der Status einer Commune déléguée. Der Verwaltungssitz befindet sich im Ort Flize.

## Lage
Flize liegt am Fluss Maas.
Nachbarorte sind Chalandry-Elaire im Nordwesten, Nouvion-sur-Meuse im Norden, Dom-le-Mesnil im Osten, Boutancourt im Süden und Étrépigny im Westen.

## Bevölkerungsentwicklung
| Jahr                      | 1962  | 1968  | 1975  | 1982  | 1990  | 1999  | 2006  | 2013  |
| Einwohner                 | 1.200 | 1.228 | 1.004 | 1.015 | 1.239 | 1.277 | 1.180 | 1.164 |
| Quelle: Cassini und INSEE |       |       |       |       |       |       |       |       |